# Yogananda (film)
Pour plus de détails, voir Fiche technique et Distribution.
Yogananda (Awake: The Life of Yogananda) est un documentaire américain sur le yogi et gourou indien Paramahansa Yogananda, qui a notamment vécu aux États-Unis dans les années 1920 pour enseigner le yoga et la méditation. Le film original est en anglais avec des sous-titres en dix-sept langues (mai 2017),,. Il existe également une version doublée en français produite par Jupiter-Films en 2016.
Le film comprend des entrevues avec des disciples de Paramahansa Yogananda, ainsi qu'avec Ravi Shankar, George Harrison, Krishna Das et d'autres. Il a été filmé sur trois ans, dans trente pays, ainsi que qu'à la Harvard Divinity School et ses laboratoires de physique, le Centre pour la science et la spiritualité à l'Université de Pennsylvanie et le Chopra Center à Carlsbad en Californie.

## Récompenses
- Gagnant du Prix du Public pour le Meilleur Film à l'Illuminate Film Festival[6]
- Vainqueur du Maui Film Festival, l'Esprit du Cinéma d'Attribution[5]
- Gagnant du Conscious Life Award, Conscious Life Expo Film Festival[5]
- Sélection officielle au Seattle International Film Festival[5]
- Sélection officielle du Tel Aviv Spirit Film Festival[5]
- Herat International Women's Film Festival, Afghanistan[5]